# Bascantis sirenica
Bascantis sirenica är en fjärilsart som beskrevs av Edward Meyrick 1914. Bascantis sirenica ingår i släktet Bascantis och familjen äkta malar. Inga underarter finns listade i Catalogue of Life.